# STARLESS
『STARLESS』（スターレス）は、株式会社ウィルプラスのEmpressブランドより2011年5月27日に発売されたアダルトゲームソフトである。
本作は、原画家として知られる聖少女が、企画・シナリオ・背景・CG監修を手がけており、Hシーンの内容は聖少女が得意とする女性上位を中心としたマニアックなものとなっている。
2006年の制作発表から幾度となく発売延期を繰り返していたが、最終的に2011年5月27日にパッケージ版、同年8月12日にダウンロード版が発売された。2012年3月29日にはDVDプレイヤーズゲーム版が、株式会社アクラスの「アイチェリー」ブランドより発売された。
2011年度の「萌えゲーアワード」では、メディア支持賞部門の金賞を受賞した。
メディアバンクからアダルトアニメ版も発売されている。
また、2019年には登場人物の一人・間宮 麻理絵を主題に据えた『GREAT DECEIVER』が、2021年には間宮家の別荘を舞台とした『SLEEPLESS 〜A Midsummer Night's Dream〜』がそれぞれ発売された。さらに、2022年6月24日には『SLEEPLESS 〜A Midsummer Night's Dream〜』の続編『SLEEPLESS Nocturne』が発売された。

## ストーリー
夏休みのバイトを探していた主人公・沢渡幸人は高額な給料に惹かれ、とある屋敷で住み込みの使用人をすることにした。そして仕事始めの日、同時に採用されたという少女・御手洗優奈と共に、彼は山奥にある間宮家の屋敷を訪れる。そこで彼は、来て早々色欲に狂った雇い主一家から卑猥な質問と回答に対する罵倒を受ける。だが、一家が彼の陰茎を目にするや否や、一転して彼のそれを絶賛し、最終的に彼を採用する。

### エンディング
黒いビデオレター
研修の最終日、優奈は麻理絵の策略によって高価な壺を割ってしまい、屋敷に取り残される。
その後、優奈が凌辱される様子を収録したビデオレターが幸人のもとへ数回にわたって送られる。

新たな飼い主
研修の最終日、幸人は麻理絵の策略によって高価な壺を割ってしまい、 麻理絵の友人である君嶋へ売り払われる。
君嶋家の使用人は男ばかりであり、間宮家での生活に慣れていた幸人は少々不満に思う。
だが、その中には、間宮家の元使用人で、男性器を残したまま女性化手術を受けていた者がいた。幸人は「彼女」を欲求不満のはけ口にするのであった。

汚れた花嫁
研修の最終日、優奈は麻理絵の策略によって高価な壺を割ってしまい、性奴隷としてオークションにかけられる。
幸人はなけなしの金で優奈との婚約権を得るも、性交渉をするための権利は別の人間が落札していたため、それらの権利をすべてクリアするためには2、3年はかかると麻理絵から告げられる。

終わらぬ悪夢
研修期間を終えた幸人と優奈は麻理華から貰った車で帰ろうとする。だが、その車に細工が施されており、二人は事故に遭う。さらに悪いことに、退院した二人は家畜として飼い殺しにされる。

悪の華
幸人は幸恵から間宮家の財産を盗む計画を持ちかけられ、一度はそれに乗るも、途中で寝返り、間宮家に告げ口する。
幸恵は文字通り人間便器にされた一方、幸人は幸恵の悪事を阻止したことが評価され執事へと昇格した。

新世界
幸人と優奈は二週間の研修期間を終え、無事に帰還することが出来た。同棲生活を始めた二人は、濃厚で幸せな性生活を送った。

歪んだ結婚
研修の最終日、幸人は麻理絵の策略によって高価な壺を割ってしまう。
その代償として幸人は麻理華と結婚させられる。両性具有である麻理華は、自らの精子によって妊娠することを望んでおり、幸人とのセックスも愛のないものだった。しかも、麻理華は時折幸人にアナルセックスをすることもあった。

最悪の結末
幸人は幸恵から間宮家の財産を盗む作戦に参加するも失敗し、二人そろって拷問にかけられる。
幸恵は拷問の末に精神崩壊した上、牡馬に犯されて子を成してしまう。一方、幸人は男性器を切断された挙げ句、人間便器にされる。

逃避行の果てに
研修からほどなくして、幸人と優奈は間宮家の異常性に耐えきれず逃走を図るも失敗。
二人はオークションにかけられ、優奈は早々と落札され、犬と獣姦をさせられた。一方、幸人は買い手が見つからず、ドナーとして落札された。

新しい家族
美加子の夫の借金が完済できず、母子がオークションに出されると聞いた幸人は彼女たちを落札、結婚にこぎ着けた。裕福ではないながらも、三人は幸せに暮らした。

## 登場人物
声優はゲーム / OVAの順。
沢渡 幸人（さわたり ゆきと）
声：中澤アユム（OVAのみ）
本作の主人公である大学生。
あまり裕福ではなく、自動車の運転免許の取得を達成したものの、自家用車の所有には至っていない。また、間宮家に行くまで、性交渉の経験はなかった。
御手洗 優奈（みたらい ゆうな）
声：望月まゆ/ 吹田潮
幸人と同時期に、間宮家の使用人となる少女。病気を患う家族の治療費を工面するためにこの仕事に就いた経緯がある。生真面目で男性経験が皆無であるため、屋敷で行われている淫靡な狂宴を目の当たりにし、驚愕する。
眼鏡をはずして髪を解いた姿はかなりの美少女である。
間宮 麻理絵（まみや まりえ）
声：中野志乃 / 同左
間宮家の現当主として、子どもたちや何人もの使用人と共に山奥の大邸宅で暮らす未亡人。その容姿は年齢にそぐわぬ若さを保っており、美貌を維持するため、毎日欠かさず若い男性の精液を飲んでいる。
子どもには麻理華と麻理沙の二人の娘と、京一（きょういち）という一人の息子がいる。
間宮 麻理華（まみや まりか）
声：一色ヒカル / のらのねこ
間宮家の長女。温厚な性格と聡明な頭脳を持ち、幸人に対して優しく接する。一方で、両性具有という体質故に、幸人からは苦手意識を持たれている。
間宮 麻理沙（まみや まりさ）
声：長谷部雪奈 / 同左
間宮家の次女。甘やかされて育ったため、自己中心的で気性が激しく、使用人を虐げて憂さ晴らしをしている。
朝霧 幸恵（あさぎり さちえ）
声：大塚玲 / MITO
主人公の教育係を務める先輩使用人。普段はあっけらかんとしたいい人だが、こと金銭が絡むと途端に強欲な一面を覗かせる。
野々原 美加子（ののはら みかこ）
声：彩世ゆう / 同左
息子とともに、使用人として屋敷で働いている婦人。屋敷にいる使用人の中では一番の古株で、間宮家に絶対の忠誠と献身を捧げている。

## アダルトアニメ
メディアバンクからアダルトアニメ版が発売されている。DVD全4巻。ゲーム版にあったハードコアやグロテスクな描写は皆無で沢渡と優奈も最終的に屋敷での生活に馴染み、登場人物たちが最後まで不幸にならないなど一種のハッピーエンドとも取れるラストになっている。
1. 『STARLESS I 背徳の館』（2012年7月20日発売）[12]
2. 『STARLESS II 官能の演習』（2012年10月26日発売）[13]
3. 『STARLESS III 金色の淑女』（2012年12月21日発売）[14]
4. 『STARLESS IV 淫蕩な饗宴』（2013年4月19日発売）[15]

## 評価
阿部広樹は、共著『超エロゲー ハードコア』の中で、本作は聖少女が過去に手掛けた『Bible Black』以上に内容が濃い抜きゲーだとし、特に登場人物の一人である京一の性癖がマニアックであると評価している。
また、阿部は本作が『Bible Black』以上にスカトロシーンが多い点についても触れ、ユーザーから「クソゲー」と呼ばれていることに対して理解を示している。